# Vojetín (Rozsochy)
Vojetín (německy Wojetein) je malá vesnice, část obce Rozsochy v okrese Žďár nad Sázavou. Nachází se asi 2 km na jihovýchod od Rozsoch. V roce 2009 zde bylo evidováno 15 adres. V roce 2001 zde trvale žilo 23 obyvatel.
Vojetín leží v katastrálním území Vojetín u Rozsoch o rozloze 2,42 km2.

## Přírodní poměry

### Vodstvo
Osadou protéká říčka Nedvědička, která je pravostranným přítokem řeky Svratky.

## Název
Jméno vesnice bylo odvozeno od osobního jména Vojeta, jehož starší podoba Vojata byla domáckou podobu některého jména obsahujícího -voj-, např. Vojmír, Voj(i)slav, Rozvoj, Budivoj apod. Význam jména byl "Vojetův majetek".